# Mimasaka

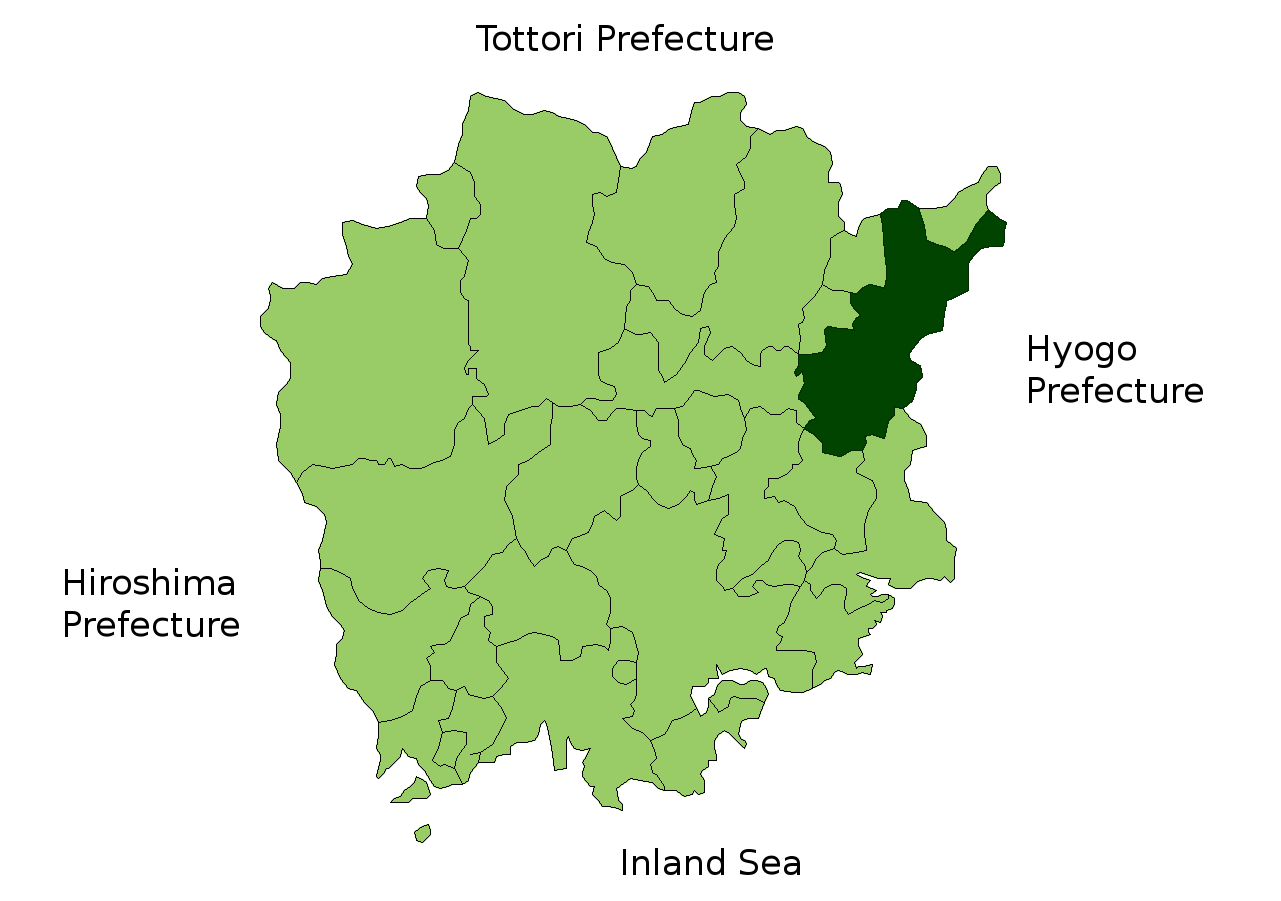

Mimasaka (美作市 Mimasaka-shi?) este un municipiu din Japonia, prefectura Okayama.